# فوق السحاب (مسلسل)
فوق السحاب مسلسل مصري من إخراج رؤوف عبد العزيز، وبطولة هاني سلامة، ستيفاني صليبا، منى عبد الغني، عفاف شعيب، محمد محمود عبد العزيز، عُرض لأول مرة في شهر رمضان سنة 1439 هـ/2018م.

## القصة
تدور الأحداث في إطار من التشويق والإثارة حول شاب بسيط، على علاقة حب بفتاة، تضطره الظروف للسفر إلى الخارج للبحث عن فرصة عمل، ولكنه يدخل إلى عالم المافيا وتجارة السلاح وهو ما يجعله يدخل السجن في روسيا، وينجح في الهرب منه والعودة إلى مصر، لكنه لم يستطع الهروب من عالم المافيا.

## طاقم التمثيل
- هاني سلامة
- ستيفاني صليبا
- منى عبد الغني
- عفاف شعيب
- محمد محمود عبد العزيز
- ميرنا نور الدين
- شادي ألفونس
- توني ماهر
- عزة مجاهد
- هبة عبد الغني
- أحمد كرارة
- وائل عبد العزيز
- أمير شاهين
- فهد باسم
- كارولين عزمي
- سلمى حسن
- هايدي رفعت
- ياسمين البشبيشي
- فلك نور
- إسماعيل شرف
- محمود سفروت
- باسم سمير
- أحمد إمام
- رشا بن معاوية
- حمادة شوشة
- محمد يونس
- محمود جمعة
- باسم قهار
- جنى محمد
- محمد التاجي
- علاء قوقه
- نهال عنبر
- مها أبو عوف
- هناء الشوربجي
- عادل أمين
- هادي الجيار
- إيهاب فهمي
- إبراهيم نصر
- نانسي مجدي
- علي الطيب
- عادل عبد الرازق
- إيمان إمام
- هيثم عبد الله
- أحمد أيمن
- أحمد عبد الله محمود
- سيلين
- ريهام ماهر
- تامر كرم
- حنان العربي
- فاروق الشامي
- أحمد فهيم
- رشا أبو حسين
- كريم منصور
- عمر عزت
- أحمد قدري
- عمر عيسى
- حسن البجيجي
- أحمد أسعد
- صلاح ناصف
- جمال عبد الرازق
- أحمد حمدي
- محمد عرب
- حمادة الخطيري
- عماد مجاهد
- أبانوب توفيق
- علي سيف
- ياسر الرفاعي
- أحمد مكاوي
- رامز أيوب
- أدهم عفيفي
- مصطفى عبد الوهاب
- محمد فتحي
- محمود الجارحي
- إبراهيم هندي
- عمر كامل
- ميادة أحمد
- محمد أبو عبد الله
- أيمن صبحي
- عمرو رجب
- حسن اللول
- عبد المنعم المرصفي
- أحمد المصري
- محمود رمضان
- سعيد فؤاد
- أحمد حسني
- إيهاب أبو الدهب
- يوسف البسيوني
- مدحت سيد خليل
- ساشا
- امينة صلاح
- إبراهيم نور
- فوسي
- ناني الديب
- إسلام السيد
- محمد الشهاوي
- هشام أبو حباجة
- هيثم عبد الحليم
- إيهاب علم الدين
- هشام الصهبوني
- كمال الشريف
- منة حجاج
- حبيبة محمد
- جهاد بيبو
- فريد مراد
- كريم فواز
- سيد الطيب
- ماجد غريب
- محمد المصري
- شادي جميل
- أحمد زيزو
- عمرو يوسف
- سلمى البحيري

## إنتاج
تم تصويره في روسيا، مصر في عام 2018.